# Franz Kössler (Bibliothekar)
Franz Kössler (* 5. März 1931 in Ketzelsdorf; † 30. Januar 2019 in Friedberg (Hessen)) war ein deutscher Bibliothekar und Bibliograph.
Franz Kössler war über Jahre hinweg in der Rechnungs- und Beschaffungsstelle der Universitätsbibliothek Gießen tätig. 1970 publizierte er die Monografie Verzeichnis der Doktorpromotionen an der Universität Giessen von 1801 bis 1884. Anschließend publizierte er mehrere biografische Nachschlagewerke u. a. Monografien, Personenlexika, Register und Verzeichnisse. Sein Hauptwerk ist das Personenlexikon von Lehrern des 19. Jahrhunderts von 2008 mit über 15.000 Biografien.

## Veröffentlichungen (Auswahl)
- Katalog der Dissertationen und Habilitationsschriften der Universität Gießen von 1801–1884. Die Promotions- und Habilitationsordnungen der Universität Gießen im 19. Jahrhundert (= Berichte und Arbeiten aus der Universitätsbibliothek und dem Universitätsarchiv Gießen. Bd. 22). Universitätsbibliothek Gießen, Gießen 1971. doi:10.22029/jlupub-2926
- Personenlexikon von Lehrern des 19. Jahrhunderts, Universitätsbibliothek Gießen, Gießen 2008. doi:10.22029/jlupub-17233
- Register zu den Matrikeln und Inscriptionsbüchern der Universität Gießen WS 1807/08 – WS 1850 (= Berichte und Arbeiten aus der Universitätsbibliothek und dem Universitätsarchiv Gießen. Bd. 25). Universitätsbibliothek Gießen, Gießen 1976. doi:10.22029/jlupub-2928
- Register zu den Matrikeln und Inscriptionsbüchern der Universität Gießen SS 1851 – WS 1900/01, Universitätsbibliothek Gießen, Gießen 1979. doi:10.22029/jlupub-17545
- Verzeichnis der Doktorpromotionen an der Universität Giessen von 1801 bis 1884 (= Berichte und Arbeiten aus der Universitätsbibliothek Giessen. Bd. 17). Universitätsbibliothek, Gießen 1970. doi:10.22029/jlupub-2923
- Verzeichnis von Programm-Abhandlungen deutscher, österreichischer und schweizerischer Schulen der Jahre 1825–1918, 5 Bände, K. G. Saur, München 1987ff. Band 1: doi:10.22029/jlupub-17217, Band 4: doi:10.22029/jlupub-17218, Band 5: doi:10.22029/jlupub-17219. [vgl. http://digibib.ub.uni-giessen.de/sp/schulprog.html#bibliographie  Stand: 2024-06-05]